# موزه تئاتر و موسیقی استونی
موزه تئاتر و موسیقی استونی (انگلیسی: Estonian Theatre and Music Museum) در منطقه قدیمی تالین، استونی است.
این موزه در سال ۱۹۲۴ توسط پیتر سودا آهنگساز استونیایی که شامل آلات موسیقی، نت‌ها و کتاب‌ها بود راه‌اندازی شد.
این موزه دارای دو بخش اصلی است - بخش موسیقی و بخش تئاتر. دپارتمان موسیقی دارای آلات موسیقی و آهنگ‌های دست‌نویس و نت‌های آهنگسازان برجسته موسیقی است. بخش تئاتر مروری دارد بر تئاتر استونی، مجموعه‌هایی از عکس‌ها، لباس‌ها و اسناد قدیمی تئاتر وجود دارد. این موزه دارای یک کتابخانه جداگانه نیز است..

## نگارخانه

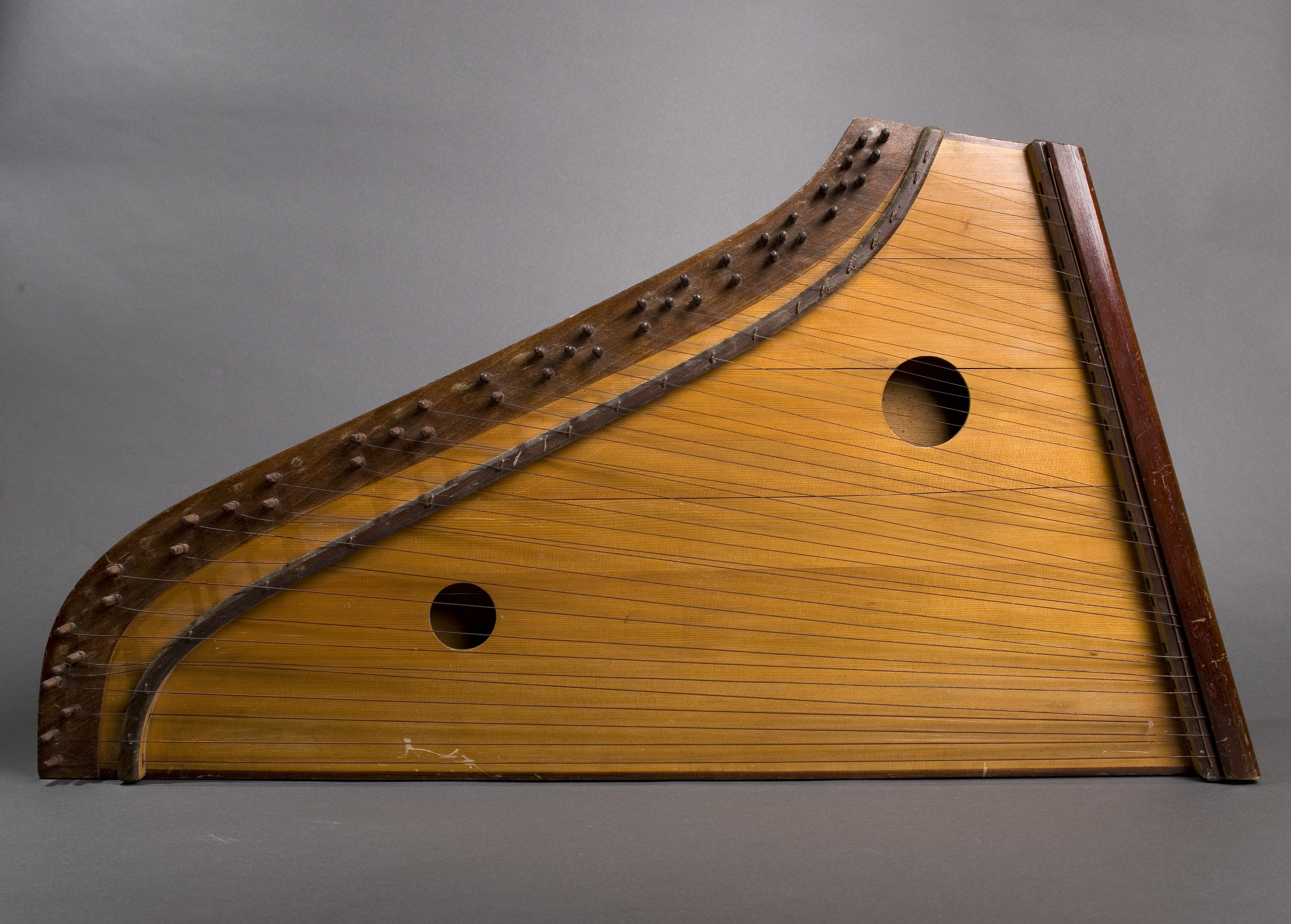
Kannel
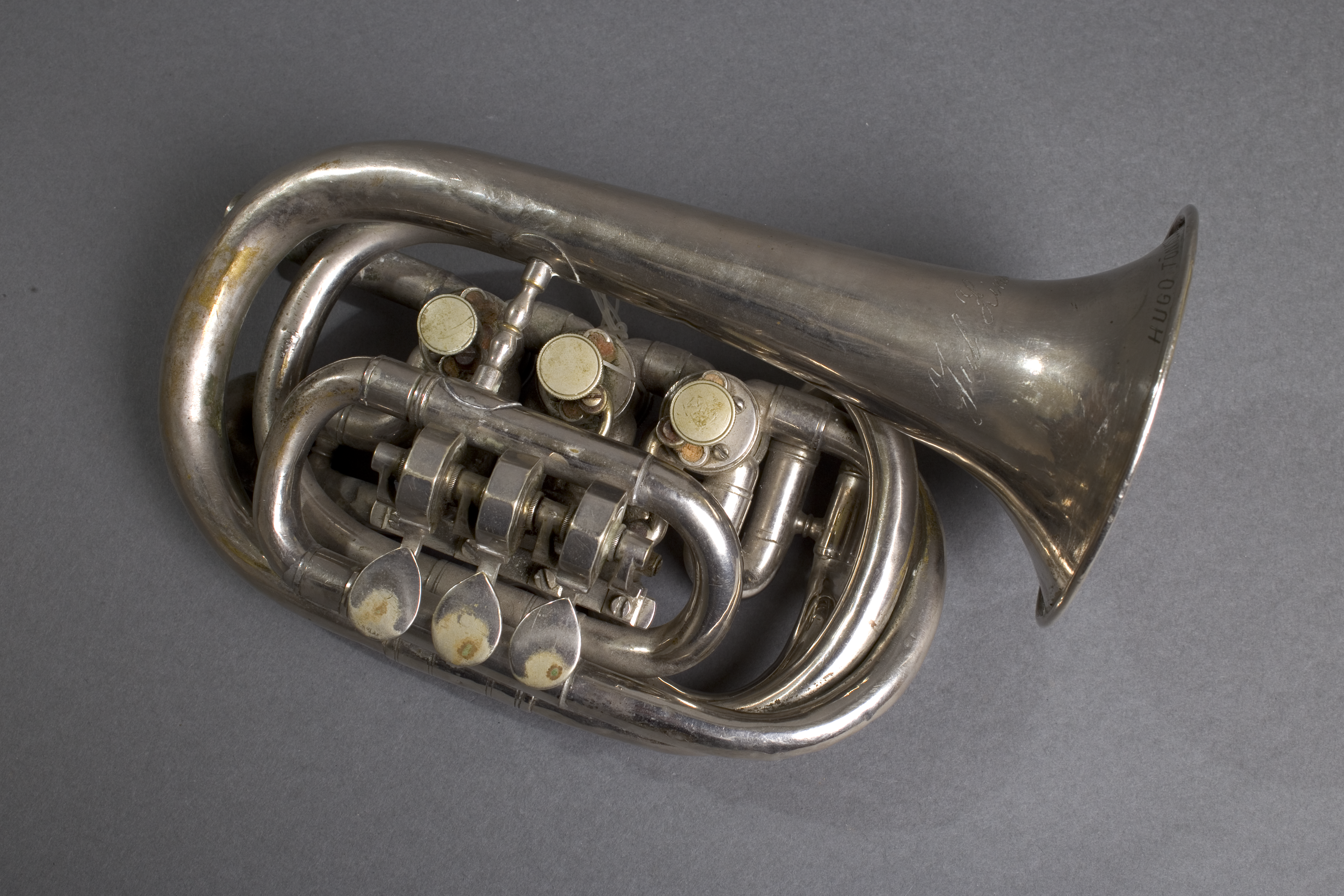
Jauram